# Catalan International View
Catalan International View fou una revista trimestral i posteriorment semestral, d'àmbit internacional, en anglès, creada el 2008. Es definia com a mitjà de comunicació transversal i especialitzat en el terreny de les ciències socials (política, economia, art, cultura, recerca, etc.) S'adreça a un segment de població molt concret: els consumidors i generadors de pensament i doctrina, en aquests mateixos camps, d'arreu del món. El seu editor era Víctor Terradellas i el director entre 2008 i 2017 fou Francesc de Dalmases. El seu preu era de 5 euros.
La revista va rebre el Premi Internacional Joan B. Cendrós el 2013.